# Leppälänsaari
Leppälänsaari är en ö i Finland. Den ligger i sjön Höytämönjärvi och i kommunen Lembois i den ekonomiska regionen Tammerfors och landskapet Birkaland, i den södra delen av landet, 150 km norr om huvudstaden Helsingfors. Öns area är 1,7 hektar och dess största längd är 250 meter i sydöst-nordvästlig riktning.